# Bastetania

Localizzazione della Bastetania nelle attuali province del sud-est della penisola iberica.

La Bastetania o Mastiena era il nome attribuito a un'antica regione del sud-est della penisola iberica già prima della conquista romana. Sembra che l'insediamento più importante del territorio si trovasse nella odierna Cartagena; i suoi abitanti era denominati bastetani o mastieni.
Situata tra il sud-est della penisola iberica, ingloba approssimativamente le attuali province di Granada, Almería, la parte orientale di Málaga, il sud e il sud-est di Jaén, il sud di Albacete e il sud-est della Murcia. Tra le città note della Bastetania, gli autori antichi citano Arkilaquis, Tutugi, Basti, Acci e Iliberri. Si tratta più che altro di un territorio culturale che mai ebbe una vera entità politica. I romani definirono questa regione prendendo il nome di una delle sue città, Basti, ma che non fu capitale di tutta la zona.